# Eusimonia walsinghami
Espèce
Synonymes
- Barrella walsinghami Hirst, 1910

Eusimonia walsinghami est une espèce de solifuges de la famille des Karschiidae.

## Distribution
Cette espèce est endémique d'Algérie.

## Description
Le mâle holotype mesure 11,25 mm.

## Étymologie
Cette espèce est nommée en l'honneur de Thomas de Grey, 6e baron Walsingham.

## Publication originale
- Hirst, 1910 : On a new genus and species of the order Solifugae from Algeria. Annals and Magazine of Natural History, sér. 8, vol. 6, p. 367–368 (texte intégral).